# 里卡多·佩普圖尼
里卡多·佩普圖尼（義大利語：Riccardo Perpetuini；1990年8月4日—）是一位意大利足球運動員。在場上的位置是中場。他現在效力於意乙球隊沙勒尼塔納。